# Milla Jovovich

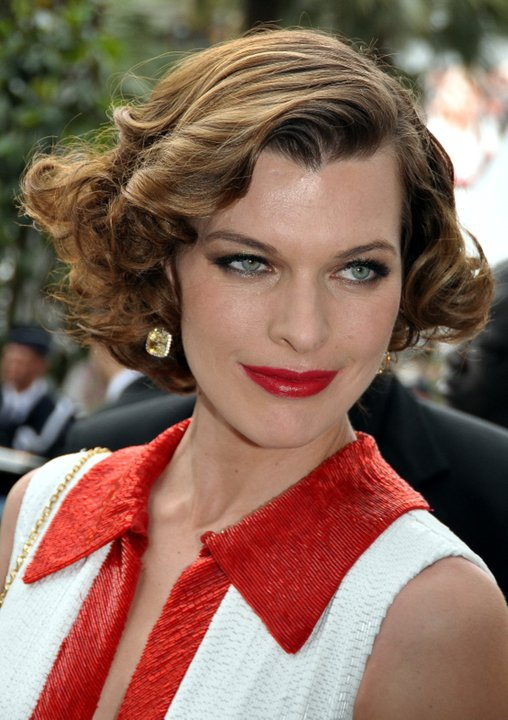
Milla Jovovich

Milla Jovovich (n. 17 decembrie 1975, Kiev, RSS Ucraineană, URSS) este un model american, actriță, cântăreață și designer de modă.

## Biografie
S-a născut pe 17 decembrie 1975 la Kiev, în Ucraina, iar numele său real este Milica Jovović, cu patronimicul Bogdan. În anul 1980, Milla s-a mutat împreună cu familia sa la Londra, după care la Sacramento, California, într-un final au decis să se stabilească la Los Angeles. La scurt timp după mutare, Milla începe să frecventeze școala și reușește să învețe limba engleză timp de trei luni. La școală Milla a avut parte de o atitudine ostilă din partea colegilor, fapt datorat provenienței sale (Uniunea Republicilor Sovietice Socialiste).
Ca actriță a jucat în foarte multe filme SF sau de acțiune, iar primul său rol l-a jucat în serialul TV The Night Train to Kathmandu, la 13 ani, la doi ani după ce își începuse un drum în modelling.
A fost imaginea mai multor branduri celebre, printre care Revlon și L'Oreal Cosmetics, Dior sau Versace. A jucat de-a lungul carierei sale de actor alături de Ben Affleck, Matthew McConaughey sau Bruce Willis. În anul 2002 a apărut chiar și în jocul video Resident Evil, o adaptare a filmului și în celelalte serii ale sale.
Și-a început cariera de cântăreț în anul 1994, odată cu lansarea albumului The Divine Comedy. A lansat mai multe demo-uri și a semnat coloanele sonore pentru mai multe pelicule.
Jovovich și-a început cariera de model la vârsta de unsprezece ani, când Richard Avedon a inclus-o în reclama Revlon "Cele mai de neuitat femei din lume", și ea a continuat cariera alături de alte nume notabile din industria produselor cosmetice: L'Oréal, Banana Republic, Christian Dior, Versace și Donna Karan. În 1988 a avut primul rol ca profesionistă, apărând în filmul de televiziune "The Night Train to Kathmandu", iar mai tarziu, în același an, Milla a debutat și pe marele ecran cu "Two Moon Junction". După mai multe roluri minore în film și televiziune, a câștigat notorietate cu filmul romantic "The Blue Lagoon" (1991). Jovovich a jucat alături de Bruce Willis, abordând o temă științifico-fantastică în filmul "The Fifth Element" (1997) și mai târziu a jucat un rol important în "The Messenger: The Story of Joan of Arc" (1999). În 2002 a obținut rolul principal în filmele adaptate după jocul video "Resident Evil", "Resident Evil: Apocalypse" (2004) și "Resident Evil: Extinction" (2007).
Pe lângă activitățile din modelling și actorie, Jovovich a lansat un album muzical, "The Divine Comedy", în 1994. A continuat să lanseze versiuni demo pentru alte melodii pe site-ul său oficial, contribuind la coloane sonore de film. În 2003, ea și modelul Carmen Hawk au creat linia de îmbrăcăminte "Jovovich-Hawk". Jovovich are, de asemenea, o companie de producție proprie, "Creature Divertisment".

## Filmografie

### Film
| An   | Titlu                                   | Rol                       | Note                     |
| ---- | --------------------------------------- | ------------------------- | ------------------------ |
| 1988 | Two Moon Junction                       | Samantha Delongpre        |                          |
| 1991 | Return to the Blue Lagoon               | Lilli Hargrave            |                          |
| 1992 | Kuffs                                   | Maya Carlton              |                          |
| 1992 | Chaplin                                 | Mildred Harris            |                          |
| 1993 | Dazed and Confused                      | Michelle Burroughs        |                          |
| 1997 | The Fifth Element                       | Leeloo                    |                          |
| 1998 | He Got Game                             | Dakota Burns              |                          |
| 1999 | The Messenger: The Story of Joan of Arc | Joan of Arc               |                          |
| 2000 | The Claim                               | Lucia                     |                          |
| 2000 | The Million Dollar Hotel                | Eloise                    |                          |
| 2001 | Zoolander                               | Katinka Ingabogovinanana  |                          |
| 2002 | Resident Evil                           | Alice                     |                          |
| 2002 | You Stupid Man                          | Nadine                    |                          |
| 2003 | Dummy                                   | Fangora "Fanny" Gurkel    |                          |
| 2003 | No Good Deed                            | Erin                      |                          |
| 2004 | Resident Evil: Apocalypse               | Alice                     |                          |
| 2005 | Gore Vidal's Caligula                   | Drusilla                  | Trailer / Scurtmetraj    |
| 2006 | Ultraviolet                             | Violet Song Jat Shariff   |                          |
| 2006 | .45                                     | Kat                       |                          |
| 2007 | Resident Evil: Extinction               | Alice                     |                          |
| 2008 | Palermo Shooting                        | Herself                   |                          |
| 2009 | A Perfect Getaway                       | Cydney Anderson           |                          |
| 2009 | The Fourth Kind                         | Dr. Abigail "Abbey" Tyler |                          |
| 2010 | Stone                                   | Lucetta                   |                          |
| 2010 | Resident Evil: Afterlife                | Alice                     |                          |
| 2010 | Dirty Girl                              | Sue-Ann                   |                          |
| 2011 | Vykrutasy (Lucky Trouble)               | Nadya                     | film rusesc              |
| 2011 | Bringing Up Bobby                       | Olive                     |                          |
| 2011 | The Three Musketeers                    | Milady de Winter          |                          |
| 2011 | Faces in the Crowd                      | Anna Marchant             |                          |
| 2012 | Resident Evil: Retribution              | Alice                     |                          |
| 2014 | Cymbeline                               | Queen                     |                          |
| 2015 | Survivor                                | Kate Abbott               |                          |
| 2015 | Savva: Heart of the Warrior             | Savva                     | Dublaj în engleză (voce) |
| 2016 | Zoolander No. 2                         | Katinka Ingabogovinanana  |                          |
| 2017 | Resident Evil: The Final Chapter        | Alice                     | Post-producție           |

### Televiziune
| An   | Titlu                        | Rol              | Note                                                   |
| ---- | ---------------------------- | ---------------- | ------------------------------------------------------ |
| 1988 | The Night Train to Kathmandu | Lily McLeod      | Film TV                                                |
| 1988 | Paradise                     | Katie            | Episodul "Childhood's End"                             |
| 1989 | Married... with Children     | Yvette           | Episodul "Fair Exchange"                               |
| 1990 | Parker Lewis Can't Lose      | Robin Fecknowitz | Episodul "Pilot"                                       |
| 2002 | King of the Hill             | Serena           | Episodul "Get Your Freak Off"                          |
| 2009 | Project Runway               | Rolul ei         | Sezonul 6, Episodul 10: "Around the World in Two Days" |

### Jocuri video
| An   | Titlu             | Rol de voce |
| ---- | ----------------- | ----------- |
| 1998 | The Fifth Element | Leeloo      |